# Protosphindus chilensis
Protosphindus chilensis är en skalbaggsart som beskrevs av Sen Gupta och Roy Crowson 1979. Protosphindus chilensis ingår i släktet Protosphindus och familjen slemsvampbaggar. Inga underarter finns listade i Catalogue of Life.